# Punktierte Zartschrecke

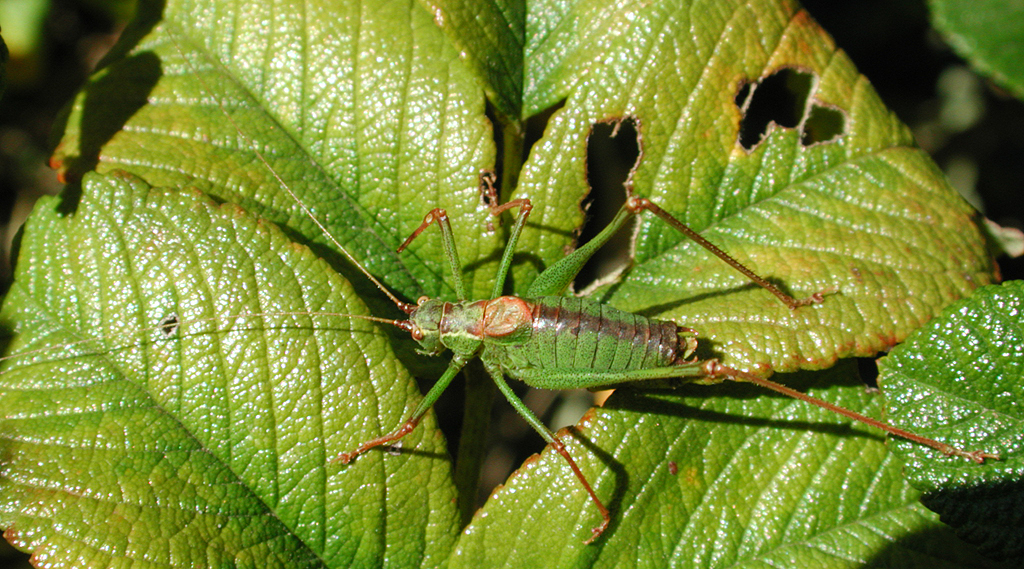
Männchen auf Rosa rugosa mit typischen Fraßspuren

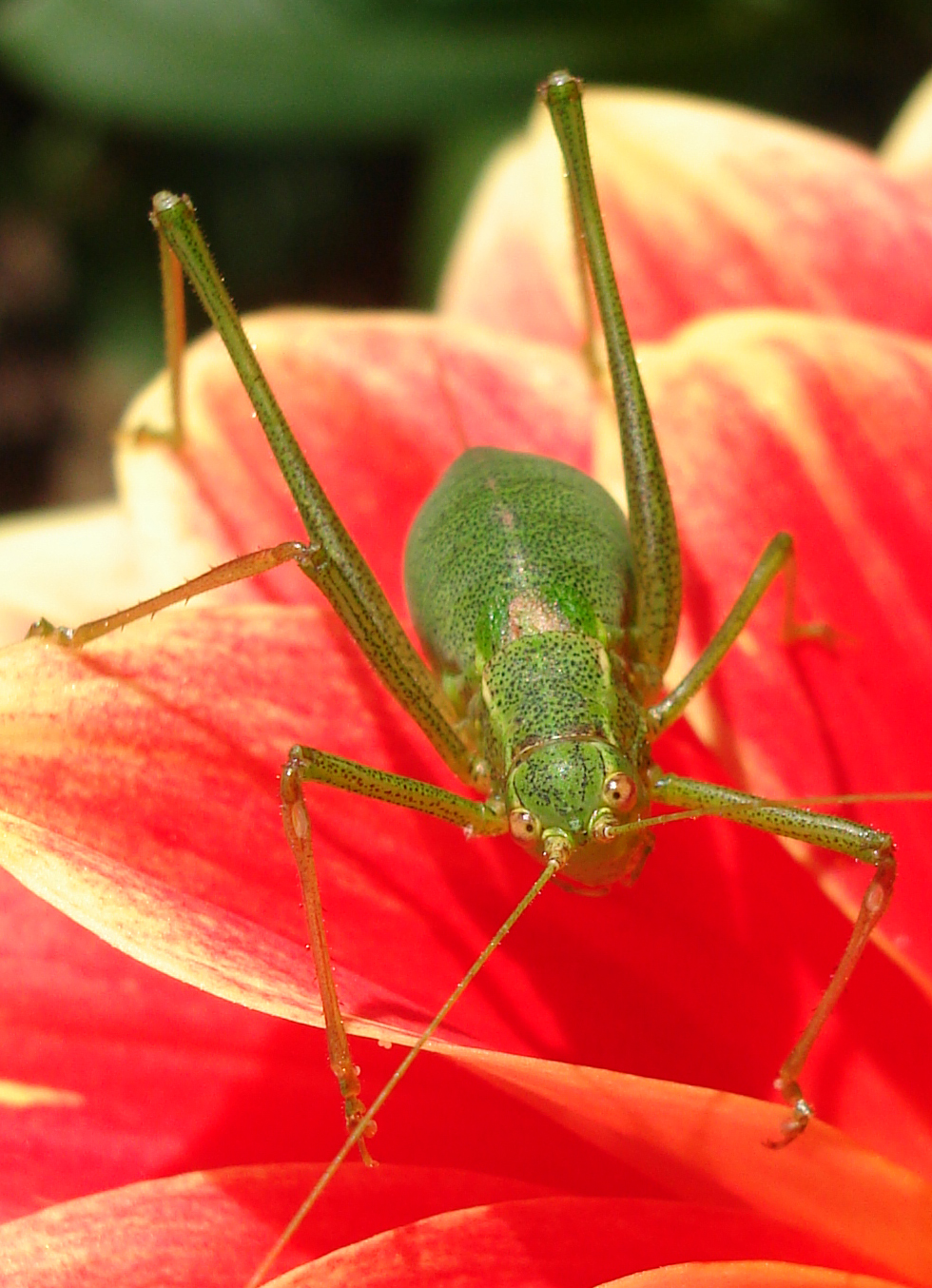
Weibchen auf einer Dahlienblüte; die Flügel sind noch stärker zurückgebildet

Die Punktierte Zartschrecke (Leptophyes punctatissima) ist eine 1–1,5 cm große Art der Laubheuschrecken (Tettigoniidae). Sie gehört zur Unterordnung der Langfühlerschrecken (Ensifera).

## Merkmale
Der Körper wirkt kräftig, sattelförmig und weist mehr oder weniger sichtbare gelbe Längszeichnungen auf. Die Flügel dieser Langfühlerschrecken sind sehr kurz, vor allem beim Weibchen. Der weibliche Legesäbel ist sichelartig und nach oben gekrümmt. Ähnliche Arten sind die Laubholz-Säbelschrecke (Barbitistes serricauda) und die Gestreifte Zartschrecke (Leptophyes albovittata).

## Lebensraum
Man trifft diese Art in Mittel-, West- und Südeuropa auf Laubbäumen, auf Stauden oder im Gebüsch an.

## Häufigkeit
Die Art ist in Deutschland in den westlichen und nördlichen Bundesländern häufig und ungefährdet, nach Osten hin jedoch selten bis nicht vorkommend. Nach Sachsen-Anhalt z. B. (bisher laut RL keine dokumentierten Vorkommen) scheint die Art in den letzten Jahren einzuwandern.

## Fortpflanzung
Die ausgewachsenen Männchen hört man ab August zirpen. Man unterscheidet zwischen Lock- und Werbegesang. Nach der Begattung legt das Weibchen die Eier einzeln ab, aus denen dann im folgenden Frühjahr die Larven schlüpfen.

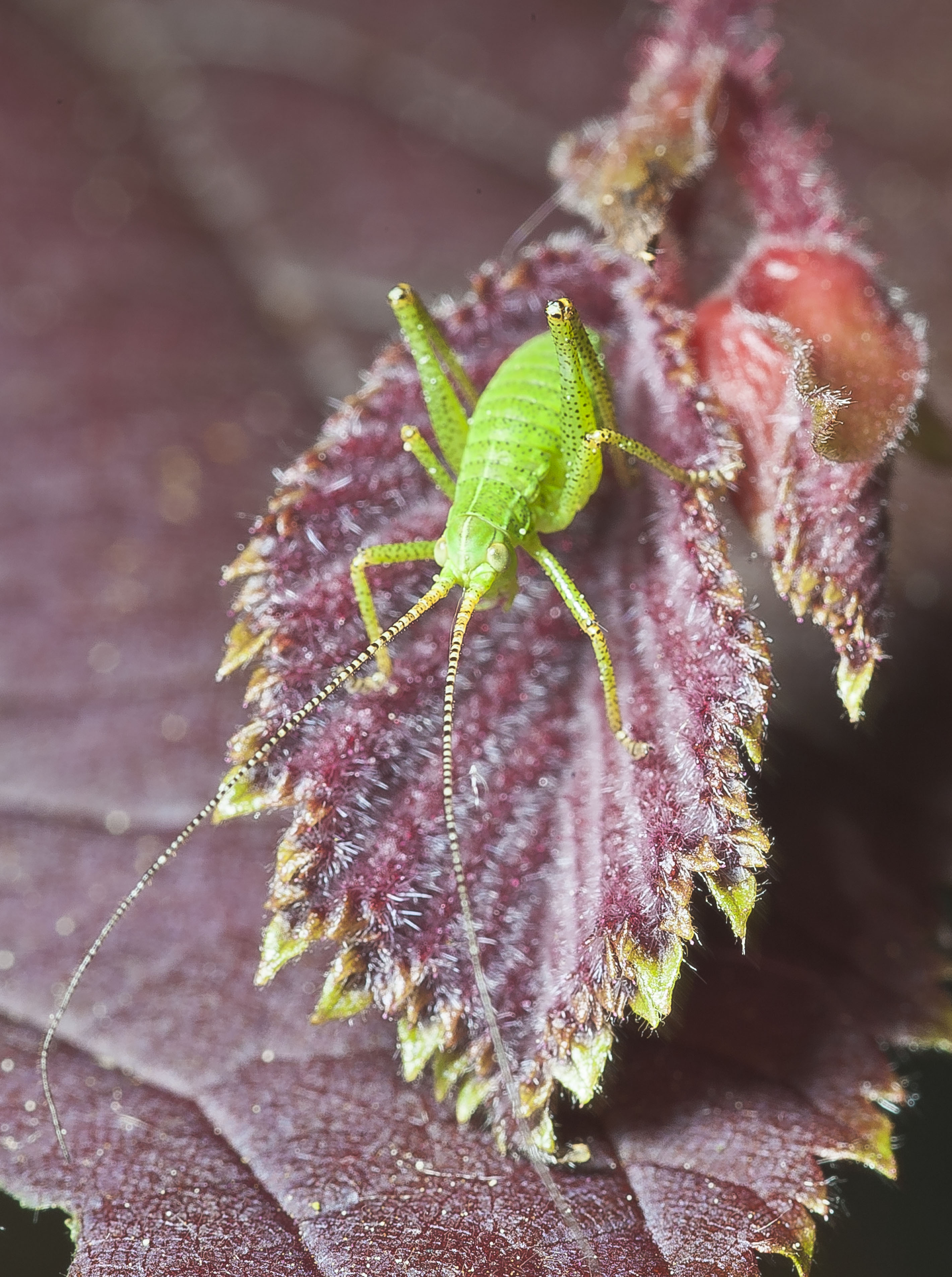
Larve